# Bubaseta
Gianni Canisso (bubaseta) es un MC Chileno nacido en Suiza pero criado en Quilpué, Valparaiso.
Se ha hecho conocido por su particular flow al momento de rapear generando distintas discusiones entre los oyentes de rap durante su época. Su carrera erradica en distintos grupos como Federación Alkatraz, Ekipo De Asalto, Ninja Sekta y King Kong Click. En el año 2007 comienza su carrera como solista tras abandonar su grupo Ninja Sekta, y en conjunto de esto crea el grupo King Kong Click el cual se mantiene vigente.

## Historia
Bubaseta comienza cantando en federación alkatraz y era parte de una agrupación llamada sindikato que contaba con  grupos como nueva rima ,CJ budumen y también dentro de la agrupación integrantes como Vicio, A.R.S.E., Largo, Mob, Kestalle, Ruso, Nega  entre  otros, y en el año 2004 con su grupo Ninja Sekta con el cual sacan un álbum llamado Super Ninjas esto aumentó la popularidad del grupo, presentándose en varios escenarios en todo Chile, esto a la vez aumenta la popularidad de Bubaseta por la rareza que era para el público escucharlo por su voz extraña y poco convencional para lo que era el rap en ese momento.
Por eso en el año 2007 toma la decisión de abandonar su grupo formando un nuevo grupo con Brizynfony y Subwoofer, llamado King Kong Click, el año 2008, sacando un nuevo disco llamado "La ley del simio", el cual tuvo gran aceptación dentro del hip-hop nacional. Luego empieza su carrera como solista sacando al próximo año (2009) su segundo álbum como solista, titulado El juego sucio que tuvo gran aceptación en el hip-hop de Chile. El disco cuenta con tres videoclips de los temas El juego sucio, Tu mundo y Cuatro compases en el que participa junto a Aerstame y Stailok de Movimiento original. Sus últimos vídeos han sido editados por Naranja'Loh Producciones.
Por esto en el año 2010 da un impulso más a su carrera con Aviones de Papel, el cual es su nuevo trabajo, que consta de 26 temas donde tiene feat con Alieno, Rolo, Subwoffer, Aerstame, Stailok, y más mc's chilenos. Este disco cuenta con un video del Track 2, titulado Aviones de papel, junto a Subwoffer, también editado por Naranja'Loh Producciones.Luego del éxito que tuvo en países como Ecuador y Colombia con su grupo actual King Kong Click y el disco de este mismo que salió el pasado 2013 postergó su trabajo como solista que en un principio llevaría como nombre Baby Bumblebee, pero a comienzos de este año 2014 comunicó a través de su página de Facebook que su nuevo disco el cual finalmente se llamará El mundo de las maravillas será lanzado este mismo

## Discografía

### otro
- 2001  - Ekipo de asalto - Sonido kon Moskas

### Como solista
- 2008 - Sexy Madafaka
- 2009 - El Juego Sucio
- 2010 - Aviones De Papel
- 2015 - El Mundo De Las Maravillas
- 2017 - Flow Fantasy
- 2019 - Baby Bumblebee
- 2021 - Serafines
- 2022 - Magia

### Con King Kong Click
- 2008 - La ley del simio
- 2011 - Asuntos de simios
- 2013 - Buena Suerte
- 2014 - Inmortal Masek
- 2022 - The King is Back

### Con Ninja Sekta
- 2007 - Super Ninjas

2022 productions D. Lopez productions colombiana inc.

## Videos
- El Juego Sucio
- Tu Mundo
- Cuatro Compases
- Aviones De Papel
- Evoluciones y Piratery

## Vídeos kingkongclick
- 4 RILLAZ
- primera flor + me volví loco
- Traigo Fish Fresco
- King Kong Click Ft. Lean One Dread - Siempre de Pie
- Let me go & El combo tiene la magia